# Аутоноја
Аутоноја (грч. Αὐτονόη) је у грчкој митологији било име више личности.

## Етимологија
Име Аутоноја значи „својеглава“.

## Митологија
- Према Аполодору, била је једна од Данаида, удата за Еурилоха. Њена мајка је била Поликсо.[2]

- Била је кћерка Кадма и Хармоније. Удала се за Аристаја и са њим имала четворо деце; Актеона, Макриду, Харма и Каликарпа.[3] Овом венчању су кумовале музе.[1] Када је Актеон умро, била је очајна и напустила је Тебу, те се настанила у Еренеји, селу у Мегари. Тамо је и умрла и сахрањена.[3] Неки изворе наводе да је била дадиља малом Дионису и да је награђена бесмртношћу.[4] О њој су писали многи аутори; Аполодор, Диодор, Хесиод, Нон и Паусанија.[3] Према Хесиоду и Паусанији, Полидор није био њен брат, већ син. Хигин је писао да је она заједно са сестром Агавом, у лудилу као баханаткиња растргла Пентеја.[5] На атичком црвенофигуралном килику из 480. п. н. е., управо је тако и приказана. Килик се чува у музеју у Тексасу.[6]

- Аполодор и Хесиод у теогонији су је поменули као једну од Нереида.[7]

- Према Аполодору, била је Пирејева кћерка која је са Хераклом имала сина Палемона.[3]

- У Хомеровој „Одисеји“, била је Пенелопина слушкиња.[3]

## Астрономија
Аутоноја је и назив за један од Јупитерових сателита.